# Карл Фрідріх Вільгельм Валльрот
Карл Фрідріх Вільгельм Валльрот (нім. Karl Friedrich Wilhelm Wallroth) (13 березня 1792 — 22 березня 1857) — німецький ботанік.

## Біографія
Карл Фрідріх Вільгельм Валльрот народився 13 березня 1792 року у комуні Брайтенштайн, земля Саксонія-Ангальт.
Він відвідував лекції з медицини та ботаніки в Університеті Галле, після чого продовжив навчання у Геттінгені, де він був учнем ботаніка Генріха Адольфа Шрадера (1767—1836). У 1816 році він здобув докторський ступінь з медицини в Геттінгенському університеті. У 1822 році він був призначений дільничним лікарем у місті Нордхаузен, де, окрім своїх обов'язків лікаря, виконав ботанічні дослідження..
Йому приписують впровадження понять «гомеомерний» та «гетеромерний», щоб пояснити дві різні форми талому лишайників.
Помер 22 березня 1857 року у Нордхаузені.

## Вшанування
На честь Карла Фрідріха Вільгельма Валльрота названо роди рослин:
- Wallrothia Spreng., 1815 [syn.  Carum L., 1753]
- Wallrothia Roth, 1821, nom. illeg. [syn.  Vitex L., 1753]
- Wallrothiella Sacc., 1882

## Основні наукові праці
- Wallroth, F.W. (1812). Geschichte des Obstes der Alten. 142 p.
- Wallroth, F.G. (1815). Annus botanicus. 200 p.
- Wallroth, F.G. (1821). Schedulae criticae. 516 p.
- Wallroth, F.W. (1825—1827). Naturgeschichte der Flechten. 722 + 518 p.
- Wallroth, F.G. (1825). Orobanches generis diaskene. 80 p.
- Wallroth, F.G. (1828). Rosae plantarum generis historia. 311 p.
- Wallroth, F.W. (1828). Naturgeschichte der Säulchen-Flechten. 198 p.
- Wallroth, F.G. (1831—1833). Flora cryptogamica Germaniae. 654 + 953 p.
- Wallroth, F.W. (1840—1841). Erster Beitrag zur Flora hercynica. 334 p.
- Wallroth, F.W. (1842—1844). Beiträge zur Botanik. 252 p,